# Мерк, Вальтер
Вальтер Мерк (нем. Walther Merk; 12 октября 1883, Меерсбург — 6 февраля 1937, Фрайбург-им-Брайсгау) — немецкий юрист, профессор Марбургского университета; автор книги «О развитии и характере немецкого права» (1925).

## Биография
Вальтер Мерк изучил право во Фрайбурге, Берлине и Гейдельберге: во время учебы в университете Фрайбурга он стал членом студенческого братства «Verein Deutscher Studenten Freiburg». В 1913 году во Фрайбургском университете он стал кандидатом наук. Два года спустя, также во Фрайбурге, он защитил докторскую диссертацию по немецкому праву. В 1919 году Мерк стал экстраординарным профессором в университете Страсбурга, после чего вернулся во Фрайбург; полный профессором он стал в Ростоке. В 1920 году переехал в Марбург, заняв позицию полного профессора гражданского права: с октября 1932 года по ноябрь 1933 года он также являлся ректором Марбургского университета. В 1936 году, за год до своей смерти, он стал профессором во Фрайбурге.
С 1919 по 1933 год Вальтер Мерк являлся членом Немецкой национальной народной партии. В 1933 году он стал членом Национал-социалистической ассоциации юристов и поддерживающим членом СС (Förderndes Mitglied der SS) — но не присоединился к НСДАП. 11 ноября 1933 года Мерк был среди более 900 ученых и преподавателей немецких университетов и вузов, подписавших «Заявление профессоров о поддержке Адольфа Гитлера и национал-социалистического государства». После окончания Второй мировой войны, произведения Мерка «Das Eigentum im Wandel der Zeiten» (Beyer, Langensalza 1934) и «О развитии и характере немецкого права» (Vom Werden und Wesen des deutschen Rechts, Beyer, Langensalza 1925 [1935]) вошли в Список изъятой литературы ГДР.

## Работы
- Vom Werden und Wesen des deutschen Rechts, Beyer: Langensalza, 1. Aufl.: 1925 (98 Seiten), 2. Aufl.: 1926 (104 Seiten); 3., neubearb. Auflage: 1935, 114 S.
- Der germanische Staat, Beyer: Langensalza, 1927.
- (Издатель) Festschrift, Alfred Schultze zum 70. Geburtstage dargebracht von Schülern, Fachgenossen und Freunden, Böhlau: Weimar, 1934.
- Der Gedanke des gemeinen Besten in der deutschen Staats- und Rechtsentwicklung, Böhlau: Weimar, 1934. Neudruck: Wissenschaftliche Buchgesellschaft: Darmstadt, 1968 (= Separatdruck aus der vorgenannten Festschrift).
- Deutsche Rechtserneuerung // Süddeutsche Monatshefte 31, 1934, 257—301.